# Městský stadion (Vratislav)

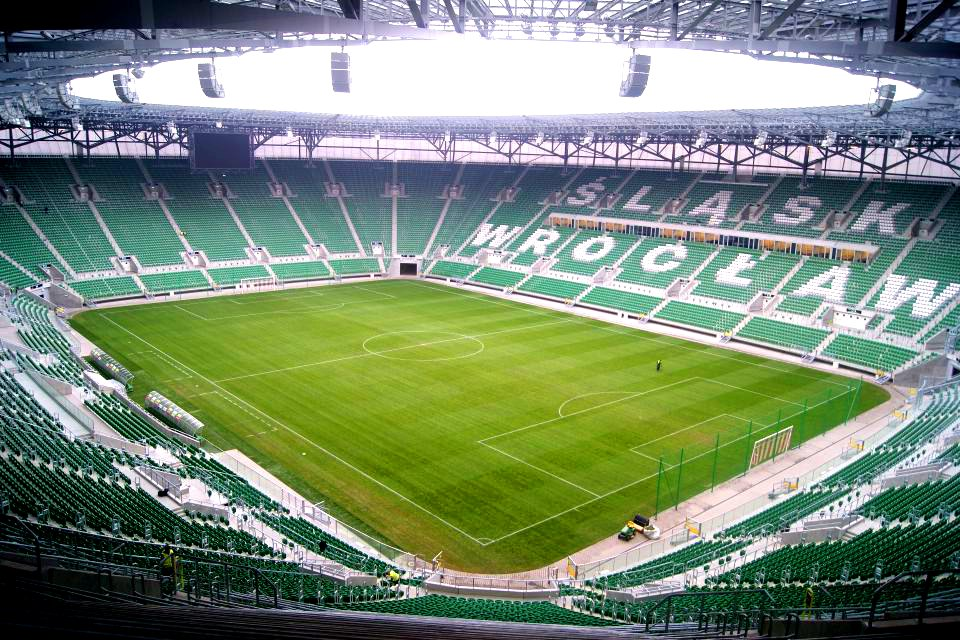
Městský stadion ve Vratislavi

Městský stadion ve Vratislavi (polsky Stadion Miejski we Wrocławiu) je fotbalový stadion v polské Vratislavi. Stadion má kapacitu 42 771 návštěvníků. Stavba byla zahájena 14. dubna 2009, dokončena v září 2011.
Hlavním důvodem výstavby moderní sportovní arény bylo Mistrovství Evropy ve fotbale v roce 2012, na stadionu se uskutečnily tři utkání základní skupiny A (ve všech figuroval český národní tým). Původním plánem bylo opravit pro šampionát olympijský stadion, avšak nakonec bylo rozhodnuto o vybudování zcela nového.
Stadion náleží do čtvrté (nejvyšší) kategorie UEFA. Na stadionu hraje své domácí zápasy polský fotbalový klub Śląsk Wrocław.

## Zápasy na EURU 2012
Na stadionu se odehrála následující utkání Mistrovství Evropy 2012:
| Datum           | Čas (SELČ) | Tým #1                    | Výsledek | Tým #2                                             | Kolo      | Reference |
| --------------- | ---------- | ------------------------- | -------- | -------------------------------------------------- | --------- | --------- |
| 8. června 2012  | 2045       | Česko 52' Pilař           | 1:4      | Rusko 15' 79' Dzagojev 24' Širokov 81' Pavljučenko | Skupina A | Report    |
| 12. června 2012 | 1800       | Česko 3' Jiráček 6' Pilař | 2:1      | Řecko 53' Gekas                                    | Skupina A | Report    |
| 16. června 2012 | 2045       | Polsko                    | 0:1      | Česko 72' Jiráček                                  | Skupina A | Report    |

## Jiné akce
V roce 2017 zde budou zahájeny Světové hry 2017 - hry neolympijských sportů.